# Cakewalk

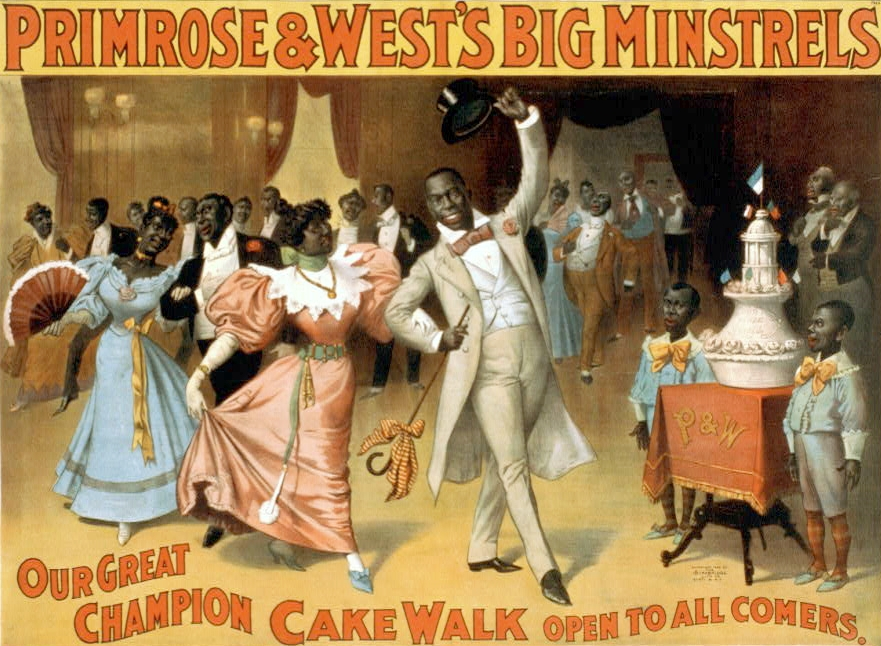

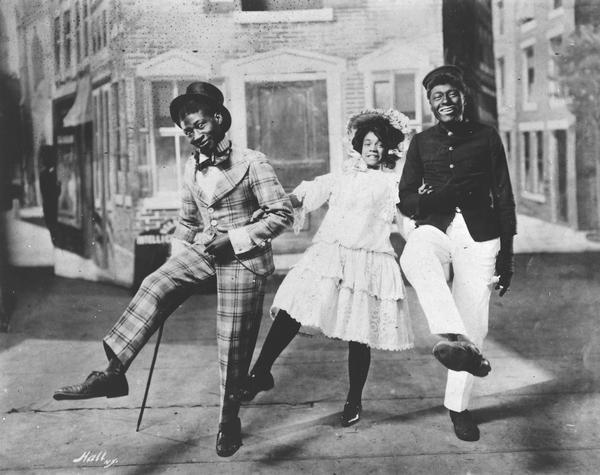

A cakewalk (vagy cake walk = sütiséta, kalácstánc) a 19. század végén évente megtartott és a végén díjjal jutalmazott táncbemutató elnevezése. Más elnevezései is voltak voltak: „chalkline-walk”, „walk-around”.

## Eredete
Az ültetvények területéről a rabszolga-felszabadítás után terjedt el – először az Amerikai Egyesült Államok déli részén.
A Philadelphiában 1876-ban megrendezett Centennial Exposition kiállításon hatalmas tortával jutalmazták a nyertes párt. Ezt követően – szinte csak férfitáncosokkal – az 1890-es évekig rendezték meg a versenyeket. Nők színpadra kerülése nagyon ritka volt.
A szabad improvizáció miatt a tánc hamarosan groteszkké változott, ami hamar népszerűvé tette az egész országban.
A cakewalk az afro-amerikai közösségi szórakozásokhoz társult. A  19. századi európai szórakoztató zongoramuzsika hatása dominál benne. Ez a hatás érződik a harmonizációban, a szakaszosan tagolt struktúrában, az egyes szakaszok közötti átvezetésekben is. A darabok előadója ismeretlen, feltehetőleg egy-egy neves ragtime-zongorista – Joseph Lamb, James Scott vagy Tom Turpin – játszotta őket „piano player roll”-ra (gépzongorára).
A cakewalkot kísérő zene a sűrűn használt szinkópái miatt döntő hatású volt a dzsessz fejlődésére.

## Egy némafilm, egy plakát

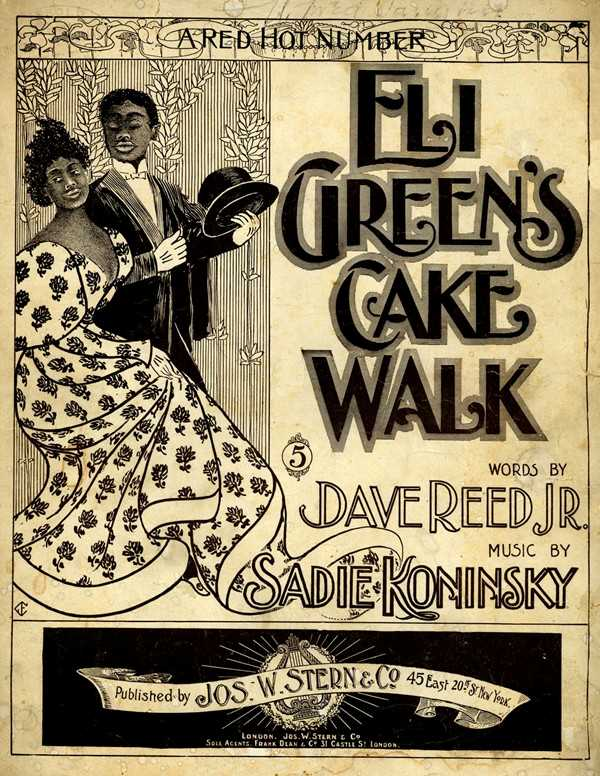